# Международна федерация на спедиторските сдружения
Международна федерация на спедиторските сдружения или FIATA е неправителствена организация, представляваща спедиторите по целия свят със 110 асоциирани членове в 100 държави и над 5000 индивидуални членове в 160 държави. FIATA е със седалище в Женева, Швейцария . От ноември 2021 г. президент на организацията е българинът Иван Петров.

## История и структура
FIATA е основана във Виена, Австрия, през 1926 г. и името произхожда от акроним на френски - Fédération Internationale des Associations de Transitaires et Assimilés. 
FIATA е консултативен орган към Икономическия и социален съвет на ООН, Конференцията на ООН за търговия и развитие, както и Комисията на ООН по международно търговско право. FIATA е призната като представляваща спедиторската индустрия от много правителствени организации, държавни органи и частни международни организации в областта на транспорта, като Международната търговска камара, Международната асоциация за въздушен транспорт, Международния съюз на железниците, Международния съюз за пътен транспорт, Световната митническа организация, Световната търговска организация и др.

## Мисия
Работата на организацията е в подкрепа на цялата индустрия и насърчава различни търговски решения. Разработените от организацията документи са ценен източник на информация за международни политики и закони, които регулират корабоплаването и логистиката. FIATA има пет основни цели:
- Обединяване на транспортния сектор в световен мащаб.
- Представяне, популяризиране и защита на бизнес сектора чрез работа на експертно ниво в конференции и събирания на международни транспортни компании.
- Популяризиране на спедиторските услуги (разпространение на информация, разпространение на публикации).
- Обединяване и подобряване качеството на услугите на спедиторите (разработване и популяризиране на единни транспортни документи и стандартни търговски условия).
- Подпомагане на обучението на спедитори, преодоляване на трудности със застраховки на отговорност и инструменти за електронна търговия (електронен обмен на данни, баркодове).

## Външни връзки
- fiata.org, официален сайт